# 假面騎士電王角色列表
假面騎士電王角色列表展示於朝日電視台放映的特攝劇集《假面騎士電王》（日语：仮面ライダー電王）各個角色。

## 异魔神（イマジン）
亦本作登场怪人，能听取人类的愿望，然后以人类的意象为基础得到肉体。

### 正义异魔神
附身于主角，和主角执行契约者愿望的异魔神
桃太洛斯（モモタロス）(聲優:關俊彥/皮套演員:高岩成二)
名字源於日本童話角色桃太郎，身體為紅色，原型為赤鬼。
假面騎士電王 Sword Form的變身者。
第一隻附身及現身於良太郎的異魔神，也是跟良太郎最要好的異魔神，於之後劇場版及特別篇成為代表電王的主要變身者。
性格暴躁，喜歡跟人打架，急性子且非常好戰卻不易讓人憎惡。害怕狗，並不敢與其接近。
喜歡吃甜食，尤其是布丁；吃下芥末後性格會變得紳士，並且會在對話中說英文；吃了辣椒，就會睡覺。
數數字時經常會跳過4。常常聽錯別人講的話。對小孩子很好。隨身的小道具是紅劍。
對除了打敗異魔神的使命之外的事沒有任何興趣，以「很強很帥的作戰」作為自信。
武器是一把紅色的劍「Momotarosword (モモタロスォード)」。
自稱詞為「俺(日文讀音為ore)」
口頭禪：「老子，參上！』(俺，參上)」及「我從開始到最後都是Climax狀態！(俺は最初から最後までクライマックスだぜ)」。
在《劇場版 假面騎士Decade 全騎士 VS 大修卡》《假面騎士Decade》第14-15、18話《假面騎士ZI-O》第39-40話登場。
浦太洛斯（ウラタロス）(聲優:遊佐浩二/皮套演員:永德)
名字源於日本童話角色浦島太郎，身體為藍色，原型為海龜。
假面騎士電王 Rod Form的變身者。
第二隻現身於良太郎的異魔神，與龍太洛斯同時附身於良太郎身上。
性格沉著冷靜，腦筋轉彎也很快，喜歡和女孩子搭訕還有著騙子般的性格。
最初常和桃太洛斯起衝突，不過隨著劇情的發展而逐漸緩和了。因和桃太洛斯的關係而稱其「前輩」。
經常使用魚或釣魚的比喻。
不管做什麼事都會毫無漏洞地處理，擅長鋼琴與花道。隨身的小道具是漁網。
在不適合釣魚的地方戰意就會下降。
武器是兩端都設置成了六角狀的杖「Uratarod (ウラタロッド)」，造型類似船槳。
自稱詞為「僕（日文讀音為boku）」。桃太洛斯稱他作「色龜」、「烏龜」、「龜公」（香港版爲「海龜」）。
口頭禪：「你想要上我的鉤嗎？(僕に釣られてみる)」。
於《假面騎士Decade》第14-15話、《假面騎士ZI-O》第39-40話登場。
金太洛斯（キンタロス）(聲優:寺杣昌紀/皮套演員:岡元次郎)
名字源於日本童話角色金太郎，身體為黃色，原型為熊。
假面騎士電王 Axe Form的變身者。
第三隻現身於良太郎的，繼浦太洛斯之後附身，是第四隻附身於良太郎身上的異魔神，原本附身於本条勝，之後附身於良太郎身上。
性格好管閒事，使用關西腔說話，喜歡睡覺。
認為完成立約者的願望要比打倒異魔神的事情重要，因此差點被車長趕下電列車。
吃下芥末後性格會變得紳士，並且會說英文。
經常利用良太郎的身體來進行特訓。常常在電列車的餐車中打瞌睡，且怎麼也叫不醒，但如果聽到類似「哭(泣く)」的字眼(包括同音和近音)便會立刻起身，附身到良太郎身上。
隨身的小道具是畚箕。
武器是一把金色的斧，「Kintaros Axe (キンタロスアックス)」。
自稱詞為「俺」。桃太洛斯稱他作「大熊」、「臭熊」、「熊公」（香港版爲「熊人」）。
口頭禪：「俺的強大讓你落淚了！(俺の強さにお前が泣いた)」及「為在下的強大哭泣吧！(俺の強さは泣けるで)」及「用這個來擦眼淚吧！(淚はこれで拭いとき)」。
於《假面騎士Decade》第14-15話《假面騎士ZI-O》第39-40話登場。
龍太洛斯（リュウタロス）(聲優:鈴村健一/皮套演員:小倉敏博)
名字源於日本童話角色神龍之子太郎，身體為紫色，原型為龍。
假面騎士電王 Gun Form的變身者。
第四隻現身於良太郎的異魔神，與浦太洛斯同時附身在良太郎身上，本來一直隱藏在其體內，後來因三浦的催眠而現身。
性格像個天真浪漫的小孩子，因而被桃太洛斯稱為「乳臭未乾的小鬼」。
因三浦的催眠而擁有催眠操控他人的能力。
喜歡小動物，因此會對傷害到它們的人感到憤怒，對其他事情都沒有興趣。擁有催眠操控他人的能力。
喜歡跳街舞，跟隨頭上戴著的耳機播放的音樂跳街舞，與用蠟筆在紙上進行塗鴉，而且不讓人們踐踏在紙上。
即使對方不是異魔神也打算將其徹底消除，因此戰鬥時很少召喚龍太洛斯，一般都是自行附身。
目的本是完成凱所交代的任務，但因喜歡上良太郎的姐姐愛理而改變，對愛理的未婚夫侑斗有著強烈的敵意，更為此大打出手。
知道了自己被凱利用後自我反省，與凱徹底決離，向良太郎謝罪之後與他建立起真正的夥伴之間的信賴關係，同時也稍稍的聽進侑斗所說的話。
對於其他異魔神都以其名字所代表的動物稱呼，但只有稱呼桃太洛斯時用全名。
隨身的小道具是槌子。
武器是一把紫色的槍「Ryuvolver (リュウボルバー)」。
自稱詞為「僕」。首次現身時自稱為「龍太洛斯」，在此之後，其他人稱他為「龍太」(リュウタ太，香港版爲「龍仔」)。
口頭禪：「我可以…嗎？(…するけど、いい)（通常用法如「我可以收拾掉你吧」）」及「但我沒打算聽你回答！(答えは聞いてない)」。
於《假面騎士Decade》第14-15話《假面騎士ZI-O》第39-40話登場。
齊格（ジーク）(聲優:三木真一郎/皮套演員:永瀨尚希)
名字源於芭蕾舞劇《天鵝湖》中的王子齊格飛Siegfried，身體為白色，原型為天鵝。
假面騎士電王 Wing Form的變身者。
第五隻附身於良太郎的異魔神，之前附身於一個孕婦的身體，而她的願望是希望其孩子平安出生，故齊格一直留待她體內至嬰孩出生，但他卻依附著這個嬰孩，並使得自己的立約人變成這個嬰兒。後來嬰兒被人誘拐，為替其母尋回骨肉，便暫時附身於良太郎。
在眾異魔神中屬於較特殊的存在，而他附身在嬰兒身上前的記憶十分模糊，所以他也不知道自己是怎麼變成現在的樣子。
擁有可以在一定時間內把其它異魔神縮小的能力。
附身能力極為強大，劇中解除附身要不是自己離開就是因為身體衰弱，從未因為外力而離開附身對象。當他佔據良太郎身體的期間，包括龍太洛斯和桃太洛斯等原本附身能力較強的異魔神都會被強制排出，而且沒辦法再附身回去，甚至連良太郎自己也幾乎沒辦法把他排除。
最後因為嬰孩忘記了他，所以他差點消失，後來良太郎把他送到他的前契約人(孕婦)深刻的記憶(時間)裏，才讓他沒有消失。
在未附身的光球狀態時，只有他會掉下羽毛。
於第24話被送到了1997年6月1日，並在那邊一直等待。
口頭禪：「降臨！蓄勢待發！」。
於《假面騎士Decade》第15話登場。
天津四（デネブ）(聲優:大塚芳忠，皮套演員:押川善文)
名字源於天鵝座α星天津四身體為綠色及黑色，原型為鷹（官方另一說法是以侑斗畫出的弁慶的印象為藍本）。
假面騎士Zeronos Vega Form的變身者。
本來附身於成年的櫻井身上，後與其定下契約後，櫻井請天津四將零神卡交給過去的侑斗使其變身戰鬥。
原本並沒有幫助櫻井的意思，但是他無法忍受其他異魔神的行為，加上被櫻井的奮戰感化而決定跳槽。
性格善良，擅長料理，手指擁有射擊能力。
經常跟隨在侑斗身邊，也因為侑斗一開口經常得罪人，所以也常代替侑斗道歉，更希望侑斗能交到朋友而常發糖果給他人，不過有時卻會遭到侑斗用摔角動作招呼過去。雖然如此，因為天津四堅硬的身體，有時會反倒令侑斗是自己受傷了。
不喜歡侑斗的挑食行為，千方百計想讓他吃香菇，但是最後都會被視破而遭到侑斗的處罰。
從劇情推測，他似乎不擅長裁縫，儘管本人經常主動縫製衣服或修補破衣＜ref>前者在新年時出現，縫製的衣服被良太郎說比較像是三五七節的衣服。後者則在初登場時出現，想替侑斗補衣服時被嚴詞拒絕。</ref>
桃太洛斯稱他作「田雞四（オデブ）（原文意為胖子，另譯作「胖津四」）」
口頭禪：「話說在前頭，我是非常強大的！」（還有其他不同的後句，例如：「不如快點結束吧！」等等，與Zeronos Vega Form一樣)
於《超級英雄大戰GP 假面騎士3號》《假面騎士ZI-O》第39-40話《d Video特別篇 假面騎士4號》登場。
風太洛斯（フータロス）(聲優:滝藤賢一/皮套演員:待確認)
名字源於日本童話角色風魔小太郎，身體為深紅色，原型為惡魔。
現身於劇場版《假面騎士平成Generations Forever》中久永當契約的異魔神。
風太洛斯與久永當簽訂契約，將假面騎士帶到現實世界。
為了實現這一目標，風太洛斯利用他的力量保護冰室幻德、猿渡一海、萬丈龍我、桐生戰兔和常磐莊吾的記憶不被超級時劫者提德消除。
然而這使得風太洛斯妨礙到提德的計劃，導致他被另類騎士攻擊。
在提德被歷代平成騎士擊敗之後，風太洛斯覺得他完成了契約，然後將他的祝福留給了久永兄弟，就離開了，再也沒看到了。
武器是劍型手裏劍。

## 幽靈列車
G良太郎
假面騎士YuKi Skull Form 的變身者。骷髏異魔神佔據良太郎身體附身的姿態，初登場就變身並襲擊桃太洛斯他們，並與桃太洛斯一樣，擁有很強的戰鬥意念。
《劇場版 再見，假面騎士電王 Final Countdown》的主要敵人之一。
死郎(聲優：神谷 浩史)
假面騎士YuKi Hijack Form 的變身者。與骷髏一樣是幽汽列車的騎士，擅長打陀螺，是繼骷髏襲擊後再次攻擊良太郎他們的敵人。
《劇場版 再見，假面騎士電王 Final Countdown》中登場。
於《假面騎士ZI-O》第46話以假面騎士幽汽 Hijack Form的姿態登場。

## 時間警察
黑崎淩志
假面騎士G電王的變身者，本身是時間警察，逮捕擾亂時間的犯人，因此可以不用任何時空電車就可以隨意穿越時空。和人工異魔神伊布可以變身，同時也因為小時候母親無理由的離家出走的心靈創傷緣故，只相信伊布的話，不相信人類的話。在EPISODE YELLOW中，2008年11月22日自己家祖傳的寶石手槍被海東大樹/假面騎士Diend盜走，因此去當時間警察。後來知道母親離家出走這一段時間一直在給自己寫信，並且放在寶石手槍的盒子中，從而諒解海東大樹之前的所作所為，給予他K-Touch，還變得相信起別人。最後到母親的店裡買了一束花。

## 零列車
櫻井侑斗
假面騎士Zeronos(零神)的變身者，從過去來的年輕時的侑斗，同時也是Zero-Liner電車的主人，和愛理的未婚夫同名同姓，在劇中用侑斗跟櫻井分別這兩人，每次變身需要耗費一張卡片，而使用卡片變身的副作用，則為所認識他的人喪失對於他的相關記憶，最討厭的食物為香菇。
在《假面騎士ZI-O》第39-40話及《超級英雄大戰GP 假面騎士3號》《d Video特別篇 假面騎士4號》登場。
現在的櫻井侑斗
愛理的未婚夫，留下一隻背面寫著「過去給予我們希望」的懷錶而從現代消失了。
曾在第46話中一度變身為Altair Form解救良太郎與過去年輕時的侑斗。
D侑斗
天津四附身於侑斗的狀態，此時侑斗的瞳色会转为绿色，并留著一頭長髮，右側的長髮為綠色，且變成十分重視禮節的人。身上常攜帶著天津四命名的「天津四糖」來發送以示愛心，但常被體內的侑斗本體教訓沒必要。
U侑斗
在《劇場版 假面騎士電王&KIVA Climax刑事》中出現的，被浦太洛斯附身的侑斗。

## Den-Liner
奈緒美
於Den-Liner的餐車工作，天真無邪，強項是沖出非常受異魔人歡迎的咖啡。因為負責採購，所以中間會外出到外面的世界。喜歡泡一些奇怪的咖啡。
於《假面騎士Decade》第14-15話登場。
車長
Den-Liner的車主，跟終點站的站長模樣一樣(但兩人都宣稱是看的人想太多了)，常為良太郎等人提供情報。要是有人犯了列車的規矩，會拿出拒絕乘車的紅卡。他有一個特別的興趣，就是吃東西時維持插在中央的牙籤紙旗屹立不倒，並在牙籤倒下時停止進食，本身同樣也是「特異點」，而且具有強大的身體能力：能以和Den-Liner相當的速度奔跑，在駕駛室的機車被騎走時自己騎腳踏車驅動列車，只用湯匙就擺平監獄的獄卒…。擁有金色的騎士護照「主車票匣」。
於《假面騎士Decade》第14-15話登場。
野上幸太郎
假面騎士New 電王 的變身者。
為良太郎在未來的「孫子」，身邊有著派遣異魔神泰迪於《劇場版 再見，假面騎士電王 Final Countdown》中首次登場。個性較為狂妄，似乎也遺傳了良太郎的霉運，但與良太郎不同的是自己有泰迪幫其化解厄運。稱桃太洛斯等人「阿伯」，長大成人以後接手良太郎的職位，不過不太一樣的是，良太郎必須要靠「車票」才能回到過去，然而幸太郎則可以隨心所欲的穿越過去、現在與未來。
天生有這特殊體質，能夠把附身的異魔神全變成武器
於《假面騎士Decade》第15話登場。

## 特異點
野上良太郎
假面騎士電王 Plat Form ＆ Liner Form的變身者，經常走霉運的少年。意料之外下變身成電王卻完全不懂戰鬥，要靠異魔神附身並選擇模式才可以發揮不同的戰鬥力。儘管常遇到不幸的事卻能保持樂觀。
在超·電王系列，受時間影響和Hana一樣也變回小孩子（12歲）。
於《假面騎士Decade》第15話登場。
於《假面騎士平成Generations Forever》以U良太郎的方式登場。
| 名稱                    | 外型及行為特徵 |
| ----------------------- | --- |
| M良太郎（桃太洛斯附身） | 頭髮增加一小搓紅色，瞳孔為紅色。力氣強大，平時依照桃太洛斯的意識行動，有時會被良太郎的潛意識控制。 |
| U良太郎（浦太洛斯附身） | 頭髮增加一小搓藍色，瞳孔為藍色，帶著眼鏡。經常出現於探聽異魔神相關情報，但也會發生一些浦太洛斯用此身體與別的女性交往而引起的麻煩，不過因為交際很廣的關係輕易就能抓住別人的弱點並加以利用。與桃太洛斯一樣，平時依照浦太洛斯的意識行動，不過也會被良太郎的潛意識控制。                                                                               |
| K良太郎（金太洛斯附身） | 頭髮增加金色的長髮，瞳孔為金色，平時的穿著是一身和服。此時良太郎的身體能力會被強化，能夠撞破建築物的牆壁，並可以以巴士的速度進行奔跑。被附身後的身體會聽從金太洛斯的擺佈，會被良太郎的潛意識控制。 |
| R良太郎（龍太洛斯附身） | 眼睛瞳孔為紫色。留著紫色長髮並戴著帽子，左半部分的臉被紫色的長髮覆蓋，脖子還掛有一副耳機。走路的步伐依DJ的風格而變化著，這時他聽的曲子是根據主題歌「Climax Jump」的風格改變而來的「Climax Jump Hip-Hop Version」或是片尾曲之一的「Double-Action Gun form」。此時遇到他的人類青年都會因為龍太洛斯的力量被洗腦而與他一起跳Breaking，並對其加以利用。 |
| W良太郎（齊格附身）     | 眼睛為白色。擁有被白翼環繞的衣服以及一頭與桃太洛斯相似的髮型。走路時雙手習慣做稍息動作，以代表自己身分的高尚。此時良太郎會變得與皇族一樣，以慎重的步調行事。並且以自己崇高的詞語表示自己是如王子般的存在。 |
| D良太郎（天津四附身）   | 僅限於侑斗消失時出現，而且瞳色为绿色，從右邊垂下綠色的長髮。此時良太郎的身體會依天津四的擺佈，但是良太郎可與天津四對話。 |

Hana(羽奈)
Den-Liner的乘客，自己所存在的時間被異魔人消滅，所以對異魔人有很強的敵意。她是比較接近現代但並非未來的人，對於體的詳情也不是太清楚，本人的經歷更是個謎。偶然碰上「特異點」的良太郎，便使他成為Den-O作戰，她本身同樣也是「特異點」。是未來的櫻井侑斗和野上愛理的「女兒」。
小Hana(小羽奈)
Hana受到新路線出現的影響而產生變異並回復到幼童的外貌，但記憶與心智並沒有受到影響，力量反而上升了，變成只要桃太洛斯等人不聽話，一出手就能一擊KO他們。
《假面騎士Decade》第14-15話登場。
凱　
謎一般的少年，是意像人的頭目，為使意像人的時間能與2007年連接上而進行了一連串的行動。本身也是特異點的他持有一本神秘的手冊，記載了許多重要的日期，能夠藉由自己的身體，為意魔人開啟通往過去的通道。

## 終點站
站長　
終點站的站長，King-Liner的車長，同Den-Liner的車長模樣很像，常為良太郎等人提供情報。他同Den-Liner的車長一樣有一個特別的興趣，就是吃東西時維持插在中央的牙籤紙旗屹立不倒，並在牙籤倒下時停止進食。

## 戰國時代
千姫（星野亜希飾)
真田幸村（陣内智則飾)

## Milk Dipper
野上愛理
良太郎的姐姐，咖啡店Milk Dipper（牛奶杓咖啡廳）的經營者，自父母早死後一直努力照顧弟弟，即使被眾追求者包圍的時候仍能專心一致地冲咖啡。本身同時也是時間分岐點的關鍵人物。
尾崎正義
三流雜誌主編兼記者，愛理的追求者之一，想由良太郎身上取得協助，同時也會提供很多情報給他，對於被異魔人所附身的良太郎，認為「男人有幾張面具」是很正常的事。
三浦一誠　
他和尾崎一樣是追求愛理的人，經常到咖啡店喝咖啡。他也是一位祈禱師，用超自然角度來看待良太郎身上的異魔人（惡靈），也曾打算用催眠療法來治療良太郎，只是最後都是以無效收尾（有一次還喚醒了龍太洛斯），非常不幸的是常常被良太郎扯入不幸事件中……

## 演員表
| 角色       | 演員                            | 香港配音員 | 台灣配音員                        |
| 野上良太郎 | 佐藤健                          | 李致林     | 賀宇傑、陈彦钧（平成时代Forever） |
| 野上良太郎 | 溝口琢矢 （12歲的姿態的良太郎） |            | 林美秀（假面騎士Decade篇）        |
| 野上幸太郎 | 櫻田通                          |            | 何志威（假面騎士Decade篇）        |
| 櫻井侑斗   | 中村優一                        | 黃榮璋     | 李世揚                            |
| 羽奈       | 白鳥百合子                      | 劉惠雲     | 錢欣郁                            |
| 小羽奈     | 松元環季                        | 劉惠雲     | 錢欣郁                            |
| 奈緒美     | 秋山莉奈                        | 黃紫嫻     | 江銘珊 林美秀（假面騎士Decade篇） |
| 車長/站長  | 石丸謙二郎                      | 張炳強     | 陳宗岳 周學禮（假面騎士Decade篇） |
| 野上愛理   | 松本若菜                        | 陳婷       | 錢欣郁                            |
| 尾崎正義   | 永田彬                          | 曹啟謙     | 李宏裕                            |
| 三浦一誠   | 上野亮                          | 何承駿     | 李世揚                            |
| 凱         | 石黑英雄                        | 伍博民     | 陳宏瑋                            |
| 桃太洛斯   | 關俊彥（配音）                  | 梁志達     | 陳宏瑋 李景唐（假面騎士Decade篇） |
| 浦太洛斯   | 遊佐浩二（配音）                | 馮錦堂     | 李世揚                            |
| 金太洛斯   | 寺杣昌紀（配音）                | 劉昭文     | 陳宗岳 梁興昌（假面騎士Decade篇） |
| 龍太洛斯   | 鈴村健一（配音）                | 劉奕希     | 賀宇傑 何志威（假面騎士Decade篇） |
| 天津四     | 大塚芳忠（配音）                | 招世亮     | 李宏裕                            |
| 齊格       | 三木真一郎（配音）              | 翟耀輝     | 林谷珍 李世揚（假面騎士Decade篇） |
| 泰迪       | 小野大輔（配音）                | -          | 劉傑                              |
| 伊武       | 高橋廣樹（配音）                | -          | 鍾少庭                            |
| 風太洛斯   | 滝藤賢一（配音）                | -          | 陳彥鈞                            |